# Tokyo Journal of Mathematics
Tokyo Journal of Mathematics ist eine englischsprachige Fachzeitschrift, die Originalarbeiten aus reiner und angewandter Mathematik veröffentlicht. Sie wurde 1978 mit finanzieller Unterstützung von sechs Institutionen aus dem Gebiet Tokios gegründet. Aktuell wird sie von 10 Institutionen unterstützt.
Sie erhielt 2019 den MSJ Publication Prize der Mathematical Society of Japan.